# Przylądek Biały
Przylądek Biały (fr. Cap Blanc, arab. Ar-Ras al-Abjad) – przylądek w Tunezji u wybrzeży Morza Śródziemnego, zlokalizowany w pobliżu miasta Bizerta, powszechnie błędnie określany jako najdalej na północ wysunięty punkt w Afryce – faktycznym skrajnym północnym punktem Afryki jest leżący ok. 8 km na zachód Ras al-Ghiran (fr. Rass Rhirane lub Rass ben Sekka) o współrzędnych 37°20′50″N 9°44′42″E/37,347222 9,745000.